# Plusnino (obwód wołogodzki)
Plusnino (ros. Плюснино) – wieś w Rosji, w rejonie mieżdurieczeńskim obwodu wołogodzkiego. W 2010 r. liczyła 6 mieszkańców.